# Kahren, Cottbus
Kahren este o comună din landul Brandenburg, Germania.